# Aspredinidae
Aspredinidae è una famiglia di pesci ossei d'acqua dolce e salmastra appartenente all'ordine Siluriformes.

## Distribuzione e habitat
La famiglia è diffusa nell'America centromeridionale tropicale. Gran parte delle specie vive in acqua dolce ma alcune colonizzano ambienti salmastri costieri.

## Descrizione
Questi pesci hanno il corpo fortemente compresso dorso-ventralmente nella parte anteriore. Una sola pinna dorsale, la pinna adiposa manca. Non sono presenti scaglie, sostituite da alcuni tubercoli ossei. L'apertura branchiale è piccola, ridotta ad una fessura..
Aspredo aspredo è la specie di maggiori dimensioni raggiungendo e superando 40 cm, le altre specie raramente superano i 15 cm.

## Specie
- Genere Acanthobunocephalus
  - Acanthobunocephalus nicoi
- Genere Amaralia
  - Amaralia hypsiura
- Genere Aspredinichthys
  - Aspredinichthys filamentosus
  - Aspredinichthys tibicen
- Genere Aspredo
  - Aspredo aspredo
- Genere Bunocephalus
  - Bunocephalus aleuropsis
  - Bunocephalus amaurus
  - Bunocephalus chamaizelus
  - Bunocephalus colombianus
  - Bunocephalus coracoideus
  - Bunocephalus doriae
  - Bunocephalus erondinae
  - Bunocephalus knerii
  - Bunocephalus larai
  - Bunocephalus verrucosus
- Genere Dupouyichthys
  - Dupouyichthys sapito
- Genere Ernstichthys
  - Ernstichthys anduzei
  - Ernstichthys intonsus
  - Ernstichthys megistus
- Genere Hoplomyzon
  - Hoplomyzon atrizona
  - Hoplomyzon papillatus
  - Hoplomyzon sexpapilostoma
- Genere Micromyzon
  - Micromyzon akamai
- Genere Platystacus
  - Platystacus cotylephorus
- Genere Pseudobunocephalus
  - Pseudobunocephalus amazonicus
  - Pseudobunocephalus bifidus
  - Pseudobunocephalus iheringii
  - Pseudobunocephalus lundbergi
  - Pseudobunocephalus quadriradiatus
  - Pseudobunocephalus rugosus
- Genere Pterobunocephalus
  - Pterobunocephalus depressus
  - Pterobunocephalus dolichurus
- Genere Xyliphius
  - Xyliphius anachoretes
  - Xyliphius barbatus
  - Xyliphius kryptos
  - Xyliphius lepturus
  - Xyliphius lombarderoi
  - Xyliphius magdalenae
  - Xyliphius melanopterus[2]